# Longchamps (Eure)
Longchamps település Franciaországban, Eure megyében. Lakosainak száma 685 fő (2022. január 1.). Longchamps Bézu-la-Forêt, Doudeauville-en-Vexin, Étrépagny, Heudicourt, Mainneville, Mesnil-sous-Vienne, Morgny és Nojeon-en-Vexin községekkel határos.

## Népesség
A település népességének változása:
| Lakosok száma | 385  | 333  | 432  | 532  | 616  | 610  | 635  | 682  | 684  | 685  |
|               | 1968 | 1982 | 1990 | 2006 | 2013 | 2015 | 2017 | 2019 | 2020 | 2022 |